# 1re division de réserve de la Garde (Empire allemand)
La 1re division de réserve de la Garde est une unité de l'armée impériale allemande qui combat lors de la Première Guerre mondiale, principalement sur le front de l'Est. Après l'armistice de 1918, elle est rattachée à la Garde-frontière Est, corps de protection des frontières orientales contestées de l'Allemagne. Une partie de ses hommes rejoignent les Corps francs de la Baltique. 

## Première Guerre mondiale

### Composition

#### Composition à la mobilisation - 1915
- 1re brigade d'infanterie de réserve de la Garde :

1er régiment d'infanterie de réserve de la Garde
2e régiment d'infanterie de réserve de la Garde
bataillon de jäger de réserve de la Garde
- 15e brigade d'infanterie de réserve :

64e régiment d'infanterie de réserve
93e régiment d'infanterie de réserve
bataillon à pied de réserve de la Garde
- brigade d'artillerie de campagne de réserve de la Garde :

1er régiment d'artillerie de campagne de réserve de la Garde
3e régiment d'artillerie de campagne de réserve de la Garde
- régiment de dragons de réserve de la Garde
- 2e et 3e compagnies du 28e bataillon de pionniers (2e bataillon de pionniers brandebourgeois)

#### 1916
- 1re brigade d'infanterie de réserve de la Garde :

1er régiment d'infanterie de réserve de la Garde
2e régiment d'infanterie de réserve de la Garde
64e régiment d'infanterie de réserve
- 2 escadrons du régiment de dragons de réserve de la Garde
- brigade d'artillerie de campagne de réserve de la Garde :

1er régiment d'artillerie de campagne de réserve de la Garde
3e régiment d'artillerie de campagne de réserve de la Garde
- 2e et 3e compagnies du 28e bataillon de pionniers (2e bataillon de pionniers brandebourgeois)

#### 1917
- 1re brigade d'infanterie de réserve de la Garde :

1er régiment d'infanterie de réserve de la Garde
2e régiment d'infanterie de réserve de la Garde
64e régiment d'infanterie de réserve
- 1 escadron du régiment de dragons de réserve de la Garde
- 7e commandement d'artillerie de la Garde :

1er régiment d'artillerie de campagne de réserve de la Garde (9 batteries)
- 28e bataillon de pionniers

#### 1918
- 1re brigade d'infanterie de réserve de la Garde :

1er régiment d'infanterie de réserve de la Garde
2e régiment d'infanterie de réserve de la Garde
64e régiment d'infanterie de réserve
- 1 escadron du régiment de dragons de réserve de la Garde
- 8e commandement d'artillerie de la Garde :

1er régiment d'artillerie de campagne de réserve de la Garde (9 batteries)
2e bataillon du 1er régiment d'artillerie à pied (état-major, 7e, 8e et 13e batterie)
- 28e bataillon de pionniers

## Chefs de corps
| Grade                        | Nom             | Date                            |
| ---------------------------- | --------------- | ------------------------------- |
| Generalmajor/Generalleutnant | Viktor Albrecht | 1er août 1914 - 23 janvier 1917 |
| Generalmajor                 | Paul Tiede (de) | 24 janvier 1917 - 10 juin 1919  |